# Старокатолицтво
Старокатоли́цтво (нім. Altkatholizismus) — група західних національних церков, що переважно виникли починаючи з 1870-их років унаслідок неприйняття частиною духовенства і мирян Римо-католицької церкви рішень Першого Ватиканського собору: догмату про непомильність Папи Римського і догмату про непорочне зачаття Богородиці. Деякі старокатолики відкидають також філіокве — догмат про сходження Святого Духа не тільки від Отця, але і від Сина.
Термін був уперше використаний у 1853 році стосовно прихильників кафедри Утрехтського архієпископа, що обирався без санкції папського престолу з 1723 року.
24 вересня 1889 року була створена Утрехтська унія шляхом підписання Утрехтської конвенції єпископами Нідерландів, Швейцарії та Німеччини. З 1931 року Утрехтська унія знаходиться у повному спілкуванні з Англіканським співтовариством.
Старокатолицизм не є єдиною деномінацією, а становить собою ряд Церков, які свою еклезіальність засновують на принципі апостольського спадкоємства. Ряд з них об'єднані в Утрехтську унію старокатолицьких Церков. Найстаршою зі старокатолицьких юрисдикцій є Голландська старокатолицька церква, заснована в 1704 році нідерландським католицьким архієпископом Петером Коддом, зміщеним з кафедри за янсенізм, засуджений раніше як єресь.